# Jammu Airport
Jammu Airport är en flygplats i Indien.   Den ligger i distriktet Jammu och unionsterritoriet Jammu och Kashmir, i den norra delen av landet, 500 km nordväst om huvudstaden New Delhi. Jammu Airport ligger 286 meter över havet.
Terrängen runt Jammu Airport är platt åt sydväst, men åt nordost är den kuperad. Runt Jammu Airport är det tätbefolkat, med 493 invånare per kvadratkilometer. Närmaste större samhälle är Jammu, 6,0 km nordost om Jammu Airport. Trakten runt Jammu Airport består till största delen av jordbruksmark.